# Un justicier dans la ville 2
Série Un justicier dans la ville
Un justicier dans la ville
(1974) Le Justicier de New York
(1985)
Pour plus de détails, voir Fiche technique et Distribution.
Un justicier dans la ville 2 (Death Wish 2) est un film américain réalisé par Michael Winner et sorti en 1982. Il fait suite à Un justicier dans la ville du même réalisateur, sorti en 1974.
Le film se déroule quatre ans après le meurtre de son épouse Joanna et le viol de sa fille Carol à New York. L'architecte Paul Kersey réside désormais à Los Angeles. Il y vit avec sa nouvelle compagne, la journaliste Geri. Toujours traumatisée, Carol ne prononce plus un mot depuis son agression et est internée dans une clinique spécialisée. Paul a définitivement laissé de côté ses pulsions meurtrières, mais un jour il se fait violemment agresser et voler son portefeuille par des voyous, et le destin le rattrape de nouveau. La bande de voyous se rend à son domicile et viole la gouvernante de Paul. Lorsque Paul rentre chez lui, il se fait de nouveau agresser et Carol enlever. Après un second viol et lors de sa fuite, Carol met fin à ses jours. Fou de douleur et ayant en tête le visage de ses agresseurs, Kersey renoue avec son passé pour une soif de vengeance et une justice expéditive dans les rues sombres de Los Angeles.

## Synopsis
Quatre ans après les événements du premier volet, Paul Kersey a refait sa vie à Los Angeles où il entretient une relation avec Geri, une journaliste d'une radio locale. Carol, la fille de Paul, (muette depuis son agression) se remet doucement dans un hôpital psychiatrique. Tous les trois partent faire une promenade mais Paul se fait voler son portefeuille par un groupe de voyous. Il réussit à en coincer un mais ne retrouve pas son bien. Voulant se venger, le gang se rend à l'adresse de Paul où ils violent Rosario, la domestique. De retour de chez lui avec sa fille, Paul s'évanouit à cause d'un coup à la tête, Rosario meurt en voulant prévenir la police et Carol est enlevée. Dans leur repère, l'un des membres viole Carol qui réussit à s'enfuir mais meurt en s'empalant sur une barrière.
Après l'enterrement, Paul prend une chambre dans un hôtel bon marché où il se rend après ses journées de travail. La nuit, armé d'un pistolet, il écume les quartiers mal famés de la ville dans l'espoir de retrouver les cinq malfrats. Paul tue le premier d'entre eux et retrouve le second dans un parking où il tentait de violer une femme pendant que son mari se faisait passer à tabac. Paul les sauve et tue l'agresseur dans un immeuble désaffecté. Lorsque la police arrive sur les lieux, le couple refuse de donner le descriptif de leur sauveur. Le commissaire se souvient de l'histoire du Justicier de New-York et contacte la police locale. Le procureur et le commissaire demandent à l'Inspecteur Frank Ochoa (chargé de l'enquête dans le premier film) d'intervenir par peur de ce qui pourrait leur arriver si Paul s'avérait avoir repris ses activités nocturnes. 
A Los Angeles, Ochoa rencontre Geri et lui explique ce que Paul avait fait à New-York. Lorsque Geri demande à Paul si tout est vrai, ce dernier lui ment en prétextant qu'Ochoa n'avait jamais réussi à arrêter le Justicier et avait harcelé les suspects ce qu'il l'avait poussé à déménager sur la Côte Ouest. Paul se montre prudent mais Ochoa, fort de son expérience, réussit à le filer jusqu'à son hôtel. Paul, avec Ochoa sur ses talons, retrouve les trois derniers malfrats qu'il suit jusqu'à un parc où ils échangent des armes contre de la drogue. Le policier prévient Paul qu'un guetteur se tient dans un arbre. Ochoa est tué dans la fusillade et le dernier voyou réussit à s'enfuir. Le commissaire de Los Angeles apprend que son nom est Charlie « Nirvana » Wilson. Paul, qui a récupéré un récepteur pour écouter les fréquences de la police, compte le tuer avant que ces derniers ne l'arrêtent mais échoue.
Lors de son procès, l'avocat de Wilson explique que son client était sous l'emprise de la drogue pendant l'interpellation et, ne pouvant être tenu pour responsable de ses actes, est envoyé dans un institut psychiatrique. Furieux, Paul profite de ce que Geri doit interviewer le docteur chargé du criminel pour voler un badge. La nuit suivante, Paul se fait passer pour un médecin et, après un affrontement violent, tue Wilson. L'infirmier en charge de l'aile découvre ce qui s'est passé et laisse Paul repartir en lui laissant un temps d'avance avant de déclencher l'alarme. 
De son côté, Geri arrive chez Paul et apprend par la radio que Wilson est mort. Elle découvre également un faux badge de Paul et comprend qu'Ochoa lui disait la vérité. Geri part en lui laissant sa bague de fiançailles avant que Paul n'arrive. Quelques mois plus tard, Paul est invité par son patron pour fêter la construction d'un nouveau bâtiment. Lorsque son chef lui demande s'il est disponible, Paul lui répond « Que pourrais-je faire d'autre ? ». La dernière scène montre Paul continuer ses balades nocturnes pour tuer les criminels.

## Fiche technique
- Titre français : Un justicier dans la ville 2
- Titre original : Death Wish 2
- Réalisation : Michael Winner
- Scénario : David Engelbach, d'après les personnages créés par Brian Garfield
- Montage : Julian Semilian et Michael Winner (crédité Arnold Crust)
- Décors : William Hiney
- Photographie : Thomas Del Ruth et Richard H. Kline
- Musique originale : Jimmy Page
- Production : Menahem Golan et Yoram Globus
- Sociétés de production : Cannon Films, City Films, Golan-Globus Productions et Landers-Roberts Productions
- Sociétés de production : Filmways (États-Unis), Columbia Pictures (France et hors États-Unis)
- Durée : 88 minutes
- Budget : 2 000 000 dollars[1]
- Pays de production :  États-Unis
- Dates de sortie :
  - États-Unis : 20 février 1982
  - France : 10 mars 1982
- Classification : -16[Où ?]
  - Interdit aux moins de 18 ans lors de sa sortie en Blu-Ray/DVD en 2019[Où ?]

## Distribution
- Charles Bronson (VF : Edmond Bernard) : Paul Kersey
- Robin Sherwood : Carol Kersey
- Jill Ireland (VF : Évelyne Séléna) : Geri Nichols
- Vincent Gardenia (VF : Jacques Deschamps) : inspecteur Frank Ochoa
- Ben Frank (en) (VF : Sady Rebbot) : lieutenant Mankiewicz
- Silvana Gallardo : Rosaria
- Thomas F. Duffy (VF : Marc François) : « Nirvana » Charles Wilson
- Laurence Fishburne (VF : José Luccioni) : Cutter
- E. Lamont Johnson (VF : Guy Chapellier) : Punkcut
- Kevyn Major Howard (en) : Stomper
- Stuart K. Robinson (VF : Patrick Poivey) : Jiver
- Buck Young : Charles Pearce
- Frank Campanella : juge Neil A. Lake

## Production

### Développement
Peu satisfait par l'adaptation de son roman Death Wish dans Un justicier dans la ville (1974), Brian Garfield décide d'écrire lui-même la suite de son roman. Death Sentence est publié en 1975, (la traduction française À déguster froid a été publiée dans la Série noire). 
L'idée de donner une suite au film de Michael Winner germe dans la tête de Menahem Golan et Yoram Globus, alors propriétaires de Cannon Group. Après quelques heurts avec Dino De Laurentiis, producteur du premier film, ils parviendront à un accord avec Brian Garfield. Pour écrire cette suite, les producteurs font appel à David Engelbach pour imaginer une histoire inédite.
À l'origine, le producteur Menahem Golan devait réaliser le film. Charles Bronson n'accepta de reprendre le rôle de Paul qu'à condition que Michael Winner soit le réalisateur.

### Attribution des rôles
Jill Ireland, qui interprète ici Geri, était la femme de Charles Bronson.

## Bande originale
Albums de Jimmy Page
Whatever Happened to Jugula?
(1985)
Bandes originales de Un justicier dans la ville
Un justicier dans la ville
(1974) Le Justicier de New York
(1985)
La musique du film est composée par Jimmy Page de Led Zeppelin. Ce choix correspond à une volonté du réalisateur, les producteurs Menahem Golan et Yoram Globus voulaient initialement Isaac Hayes.

### Liste des titres
Toutes les chansons sont écrites et composées par Jimmy Page.
| 1. | Who's to Blame | 2:41 |
| 2. | The Chase      | 5:48 |
| 3. | City Sirens    | 2:01 |
| 4. | Jam Sandwich   | 2:35 |
| 5. | Carole's Theme | 2:50 |
| 6. | The Release    | 2:35 |

| 1. | Hotel Rats and Photostats   | 2:40 |
| 2. | A Shadow in the City        | 4:01 |
| 3. | Jill's Theme                | 4:00 |
| 4. | Prelude                     | 2:20 |
| 5. | Big Band, Sax, and Violence | 2:51 |
| 6. | Hypnotizing Ways (Oh Mamma) | 2:49 |

| 1.  | Jill's Orchestral Theme  | 4:04 |
| 2.  | Alternative Jill's Theme | 1:26 |
| 3.  | 9M1                      | 2:07 |
| 4.  | City Sirens              | 2:00 |
| 5.  | Baby I Miss You So       | 3:12 |
| 6.  | Hey Mama - Swinging Sax  | 3:13 |
| 7.  | Carole's Theme - Strings | 1:25 |
| 8.  | Prelude                  | 2:15 |
| 9.  | Country Sandwich         | 2:37 |
| 10. | A Minor Sketch           | 5:23 |

## Accueil

### Box office
- États-Unis : 16 100 000 dollars[5]
- France : 1 160 534 entrées[6]

## Saga du justicier
- 1974 : Un justicier dans la ville (Death Wish) de Michael Winner
- 1982 : Un justicier dans la ville 2 (Death Wish II) de Michael Winner
- 1985 : Le Justicier de New York (Death Wish 3) de Michael Winner
- 1987 : Le justicier braque les dealers (Death Wish 4: The Crackdown) de J. Lee Thompson
- 1994 : Le Justicier : L'Ultime Combat (Death Wish V: The Face of Death) d'Allan A. Goldstein
- 2018 : Death Wish d'Eli Roth

## Incohérence
Il y a une incohérence chronologique au niveau du récit. L'histoire est censée se dérouler 5 ans après les événements de New York, logiquement, les personnages devraient être en 1978, or nous sommes en 1982. Tout dans la description indique que nous sommes dans les années 1980 et non 70 : costumes, coiffures, véhicules, musique.

## DVD
Une édition française a vu le jour :
- Le film est sorti en DVD Keep Case chez Fox Pathé Europa le 20 juin 2007 au ratio 1.85:1 panoramique 16/9 avec audio Français et Anglais Dolby Surround. Des sous-titres Français, Anglais et Néerlandais sont présents. Il n'y a aucun supplément dans cette édition. Elle est Zonée 2 Pal [7].